# Galerga albiplaga
Galerga albiplaga is een vlinder uit de familie van de dikkopjes (Hesperiidae). De soort is voor het eerst wetenschappelijk beschreven als Perrotia albiplaga door Charles Oberthür in een publicatie uit 1916.
De soort komt voor in Madagaskar.